# 香蕉減肥法

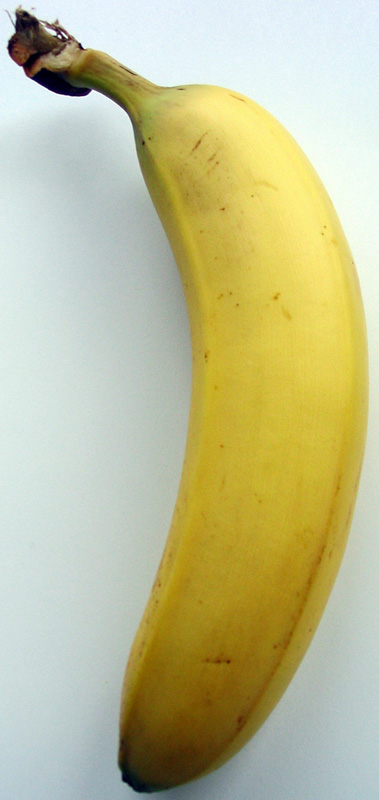
香蕉

香蕉減肥法（英語：Morning banana diet），是一種為了减肥的食物盲從。日本新潟大學正彥岡田教授稱為是一種食物盲從現象，由於缺乏均衡營養。

## 簡介
流行於2008年的日本香蕉減肥法，是由大阪的藥師渡邊純子（（暫譯））所發明。

## 影響
引發日本市場上一度香蕉短缺，及零售商無法滿足需求。臺灣藝人曾雅蘭嘗試過此方式減肥。